# 風神RIZING!
風神RIZING！（フウジンライジング！）は、メディアミックス作品『from ARGONAVIS』に登場する架空のスカバンド、ならびにそれを元としたバンドユニット。イメージカラーは■BANZAI YELLOW（山吹色）。略称は「フウライ」。

## 概要
メディアミックス作品『from ARGONAVIS』の活動の一環で結成された。

### 作中のバンドについて
長崎出身のスカバンド、として設定されており、トロンボーンとサックスを担当するメンバーがいる。
一人を除き幼なじみのメンバーで構成された大学生バンド。「楽しいが一番！」をモットーとして活動しており、お祭りのような音楽・ライブを繰り広げている。
郷土愛を全面的に押し出しており、角煮まんじゅう、皿うどん、ミルクセーキなど長崎の名物や、実在する長崎の地名、でんでらりゅうなどの長崎の文化を取り入れた楽曲がある。
メンバー・五島岬の失恋についての曲、椿大和の好物（白米）について歌った曲、運動会の思い出や上京時の気持ちを歌った曲……など、パーソナルなことをコミカルに明るく表現した楽曲も多い。
キャラクターの担当声優は、音楽ライブにはボーカル・コーラスを務めるキャストのみが出演するが、ラジオや生放送、朗読イベントなどにはその他のキャストが参加することもある。

### ライブ活動
『from ARGONAVIS』発の一部のバンドは、キャラクターの声を担当する声優が楽器を実際に演奏しライブ活動を行っているが、風神RIZING！に関しては、楽器隊にプロミュージシャンのサポートメンバーを迎えて活動している。なお、基本的には毎回同じメンバーがサポートに入っている。
作中に登場する同名のバンド「風神RIZING！」の"キャラクターとして"ステージに立ち、演奏や歌唱、MC（声優陣のみ）を行う。サポートメンバーも含めて、衣装・ヘアメイクなどでキャラクターを表現し、前述のような作中のキャラクターの世界観・ステージを再現している。一部のライブや、アンコールパートなどではキャスト本人として歌唱やMCを行うこともある。

### 音楽性
スカバンドらしく、ブラス要素の入ったロック、パンク、メロコア、ポップス調の楽曲が多い。ポップス曲をカバーする際にもスカアレンジをし、ホーンセクションが入っているのが特徴。童謡「でんでらりゅう」、クラシック音楽「G線上のアリア」のメロディをマッシュアップする、楽曲の途中で突然音頭が始まる、などの独特な編曲も多い。
楽曲は基本的に作品のストーリー、キャラクターの心情などに基づいて作られ、TAKE（FLOW）や氏原ワタル（DOES、長崎県出身）など、様々な作曲家・有名アーティストから提供を受けている。
前述の通り長崎に根ざした楽曲が多く、歌詞に長崎弁も多く取り入れられている。また、前述の作中バンドの設定に基づき、ライブで客と一体となって「お祭り騒ぎ」をするためのコール&レスポンスが多く設定されており、「フウライの楽曲はコーレスを以て完成する」としている。

## メンバー

### 担当声優
- 中島ヨシキ：神ノ島風太 （Vo.&Sax.）役
- 金子誠：椿大和（Gt.） 役
- 阿部敦：早坂絋平（Ba.） 役
- 酒井広大：若草あおい（Tb. ）役
- 吉野裕行：五島岬（Dr.） 役

### ライブ出演メンバー
サポートメンバーについては「芝山武憲 as 椿大和」のように、担当するキャラクターが示唆される形で表記される。
リアルバンドとして活動するArgonavisやGYROAXIAのメンバーと同じく、担当キャラクターを思わせる衣装を着用。一部のサポートメンバーについてはウィッグを着用し、よりキャラクターに近づけた外見でステージに立っている。一方、サポートメンバーは声を担当していないため、ステージ上でのMCは行わない（ライブ本編終了後のフリートークを除く）。
- 中島ヨシキ：ボーカル（神ノ島風太）担当

メインボーカル。キャラクターはサックス担当も兼ねるが、サックスの演奏は行わない。
- 金子誠：ボーカル（椿大和）担当

コーラス、一部楽曲のボーカルを担当。キャラクターはギター担当だが、ギター演奏は行わない。
- 酒井広大：ボーカル・トロンボーン（若草あおい）担当

コーラス、一部楽曲のボーカルを担当。トロンボーン演奏はせず、パフォーマンスで演奏を表現する。MCの進行や客煽りのパフォーマンスなども主に担当。
- 芝山武憲：ギター（椿大和）担当

大和の声・歌を担当する金子のステージ登壇時はステージ袖でギターを演奏し、二人同時にステージに立たない形を取っている（本編終了後のアンコールを除く）。
- 目黒郁也：ベース（早坂絋平）担当
- YUZZY：トロンボーン（若草あおい）担当

演奏はせず、パフォーマンスでトロンボーン演奏を表現する。また、あおいの声を担当する酒井広大の出演時は、出演せずにパフォーマンス指導を行った。
- RYOTA：ドラム（五島岬）担当

## エピソード
- 前述の通り「コール&レスポンス」をする楽曲が多いが、コロナ禍でコール&レスポンスができない期間には「みんなでジャンプして一体となる曲」として「フウライ全力ジャンプ」を制作した[6]。
- 1stワンマンライブには予てよりコラボなどで縁深かった岩崎本舗のマスコットキャラクター、「角煮まんじゅうちゃん」がステージに登場するサプライズ演出を実施。メンバーとともにパフォーマンスをした[2]。
- ボーカル・神ノ島風太役の中島ヨシキは神奈川県出身だが、長年風太を演じてきたことで長崎弁の監修担当者から「長崎弁がうまい」と称されるようになった。

## 作品

### シングル
|     | 発売日        | タイトル                       | 販売形態   | 規格品番   | 形態       | オリコン 最高位 |
| --- | ------------- | ------------------------------ | ---------- | ---------- | ---------- | --------------- |
| 1st | 2021年7月14日 | ランガンラン/夢見るBoy守るため | CD+Blu-ray | BRMM-10432 | 初回限定盤 | 17位            |
| 1st | 2021年7月14日 | ランガンラン/夢見るBoy守るため | CD         | BRMM-10433 | 通常盤     | 17位            |

### アルバム
|     | 発売日        | タイトル | 販売形態   | 規格品番   | 形態       | オリコン 最高位 |
| --- | ------------- | -------- | ---------- | ---------- | ---------- | --------------- |
| 1st | 2022年9月14日 | ピース!  | CD+Blu-ray | ARCA-10006 | 初回限定盤 | 39位            |
| 1st | 2022年9月14日 | ピース!  | CD         | ARCA-10007 | 通常盤     | 39位            |

### 配信シングル
| 発売日         | タイトル                |
| -------------- | ----------------------- |
| 2020年10月26日 | 上京上等行ってきまーす☆ |
| 2021年3月14日  | ダチフレンド            |
| 2022年3月2日   | フウライ出陣歌！        |
| 2022年3月9日   | NO RICE NO LIFE         |
| 2022年3月23日  | フラれた男のラブレター  |
| 2022年3月30日  | G線上にY!?              |
| 2023年12月16日 | FLYハイハイ             |

### 参加作品
| 発売日          | タイトル                            | 楽曲                                                                | 収録曲                                                                                        |
| --------------- | ----------------------------------- | ------------------------------------------------------------------- | --------------------------------------------------------------------------------------------- |
| 2020年12月9日   | 銀の百合/バンザイRIZING!!!/光の悪魔 | 「バンザイRIZING!!!」 「上京上等行ってきまーす☆」 「HOT LIMIT」     | 風神RIZING！                                                                                  |
| 2021年2月3日    | AAside                              | 「AAside」                                                          | 七星 蓮 × 旭 那由多 × FELIX × 神ノ島風太 × 宇治川紫夕                                         |
| 2021年11月19日  | ARGONAVIS Cover Collection -Mix-    | 「ゴールデンタイムラバー」 「情熱の薔薇」 「キセキ」 「California」 | 風神RIZING！                                                                                  |
| 2024年4月10日   | キミが見たステージへ                | 「キミが見たステージへ 」                                           | from ARGONAVIS（七星 蓮×旭 那由多×FELIX×神ノ島風太×宇治川紫夕×二条 遥×淀川麟太郎×天王寺龍介） |
| 「FLYバイバイ」 | 風神RIZING！                        |                                                                     |                                                                                               |

## ライブ・コンサート

### 単独ライブ
| # | 開催年 | 公演日程 | タイトル                                    | 出演者                                             | 会場                                       |
| - | ------ | -------- | ------------------------------------------- | -------------------------------------------------- | ------------------------------------------ |
| 1 | 2023年 | 12月16日 | 風神RIZING！ LIVE 2023 - FLY HIGH FIVE!!! - | 中島ヨシキ 金子誠 酒井広大 芝山武憲 目黒郁也 RYOTA | 全1公演： 日比谷公園大音楽堂（日比谷野音） |

### 参加ライブ
| #                          | 開催年                     | タイトル | 出演者                                      | 共演                                                       | 公演日・会場                               |
| ARGONAVIS from BanG Dream! | ARGONAVIS from BanG Dream! | ARGONAVIS from BanG Dream!                                                                                     | ARGONAVIS from BanG Dream!                  | ARGONAVIS from BanG Dream!                                 | ARGONAVIS from BanG Dream!                 |
| -------------------------- | -------------------------- | --- | ------------------------------------------- | ---------------------------------------------------------- | ------------------------------------------ |
| 1                          | 2020年                     | ARGONAVIS AAside ライブ・ロワイヤル・フェス2020                                                                | 中島ヨシキ 酒井広大                         | Argonavis GYROAXIA Fantôme Iris εpsilonΦ                   | 全1公演：10月10日 東京ガーデンシアター     |
| 2                          | 2021年                     | ARGONAVIS LIVE 2021 COVER FESTIVAL                                                                             | 中島ヨシキ RYOTA                            | Argonavis GYROAXIA Fantôme Iris                            | 全1公演：10月5日 KT Zepp Yokohama          |
| from ARGONAVIS             |                            | |                                             |                                                            |                                            |
| 3                          | 2022年                     | ARGONAVIS LIVE 2022 : 1st SHOW ARGONAVIS LIVE 2022 COVER FESTIVAL mini 2nd SHOW from ARGONAVIS 1st LIVE -始動- | 中島ヨシキ 芝山武憲 目黒郁也 YUZZY RYOTA    | Argonavis GYROAXIA Fantôme Iris εpsilonΦ                   | 全2公演：1月2日 パシフィコ横浜国立大ホール |
| 4                          | 2022年                     | ARGONAVIS Concept LIVE TOUR 神ノ島風太 Presents お祭りフェスティバル!!!                                        | 中島ヨシキ 酒井広大 芝山武憲 目黒郁也 RYOTA | 伊藤昌弘 日向大輔 森嶋秀太 真野拓実 秋谷啓斗 宮内告典 冬真 | 全1公演：10月23日 Zepp DiverCity           |
| 5                          | 2023年                     | from ARGONAVIS 2nd LIVE -Rezonance- DAY1                                                                       | 中島ヨシキ 芝山武憲 目黒郁也 YUZZY RYOTA    | GYROAXIA                                                   | 全1公演：1月7日 TOKYO DOME CITY HALL       |
| 6                          | 2024年                     | Fantôme Iris × 風神RIZING！ LIVE 2024 - 銀華雷鳴 -                                                             | 中島ヨシキ 酒井広大 芝山武憲 目黒郁也 RYOTA | Fantôme Iris                                               | 全1公演：8月4日 Spotify O-EAST             |